# Gàmbia Francesa
Gàmbia Francesa fou el nom donat a l'establiment francès a Gàmbia de Fort Albreda que va estendre el seu domini sobre tota la conca del riu Gàmbia quan els britànics van abandonar la regió entre el 27 de juliol de 1695 i l'abril de 1699 i entre el 20 de maig de 1709 i el 13 de novembre de 1713. El 1779 de fet i 1783 de dret les possessions franceses a la regió del Gàmbia van ser integrades a la colònia de Senegal.
En la guerra de la Gran Aliança que va esclatar el 1688, els anglesos van capturar els establiments francesos a Saint Louis i l'illa Gorée, però aviat foren recuperats pels francesos; els britànics de Fort James tenien problemes el 1695 i un esquadró de sis vaixells francesos va sortir de Gorée per atacar-los; la guarnició patia les febres i el governador es va rendir després de només dos canonades contra el fort. Els francesos van destruir en part la fortalesa però la Companyia Francesa Africana que es va establir a l'illa i va planejar la reparació, si bé finalment Fort James fou reintegrat als britànics pel tractat de Rijswijk el 1697 abans que cap obra s'hagués començat, i els britànics van recuperar el domini de manera efectiva l'abril de 1699.
Foren els anglesos els que van reconstruir el fort entre 1699 i 1701, deixant-lo com abans. La guerra va esclatar altre cop el 1702 posant a prova les reparacions; els francesos van atacar el fort i van exigir un pagament (1702); el 1703 el van atacar i incendiar; i el 1704 altre cop el van atacar i van exigir un pagament; finalment la guarnició anglesa es va amotinar el 1708 i encara que la revolta fou controlada, el fort fou demolit i abandonat el 20 de maig de 1709 passant de nou als francesos. El Tractat d'Utrecht de 1713 va restituir l'illa James i el Fort James als britànics que en van prendre possessió el 13 de novembre de 1713. Els britànics van reconstruir Fort James entre 1714 i 1717; un polvorí es va construir a la part oriental.
El 1719 l'illa i fortalesa fou capturada pel pirata Howel Davis, que va visitar al governador fent-se passar per comerciant i els seus homes van ocupar el fort per sorpresa; però després del saqueig no s'hi van mantenir; és possible que els pirates tinguessin el suport dels francesos. El 1757, durant la Guerra dels Set Anys, el fort amb l'ajut de vaixells britànics navegant per la zona, van poder rebutjar un atac de pirates francesos que segurament tenien el suport dels francesos de Fort Albreda, la qual fou atacada i cremada, mentre que vaixells britànics ocupaven les colònies franceses al Senegal. El 1765 Fort James desafiant als francesos, fou erigida en capital de la Senegàmbia Britànica.
El 1778, un vaixell manat pel capità Ducasse, procedent de Gorée, es va establir a l'illa Dog però la posició no va subsistir doncs poc després fou atacada pels nadius que va massacrar a tots els francesos. El 1679 durant la Guerra de la Independència Americana una flotilla de vaixells francesos es va presentar a l'illa James. Fort James es va rendir sense disparar un tret. Aquesta vegada els francesos van destruir les fortificacions de manera més profunda que altres vegades; algunes mines foren detonades sota els bastions, la cisterna (l'illa no tenia aigua potable i s'havia de portar de fora) i dos dels patis; els edificis al centre del fort també foren destruïts i altres edificis de fora de la part central foren cremats. De facto James Island i dependències van passar a formar part de la colònia francesa del Senegal recent establerta i a la que la Gàmbia Francesa va quedar integrada.
Les destruccions van tenir l'efecte desitjat pels francesos: quan la pau es va signar el 1783 i els britànics van recuperar James Island, van decidir que seria massa car reconstruir el fort, i el nominal domini britànic a Gàmbia va quedar vacant. Les Guerres napoleòniques no foren ocasió propicia per fer valer el domini britànic a Gàmbia i els francesos foren l'únic poder existent. El 1815 França va ratificar la sobirania britànica sobre James Island que seguia sense ser ocupada.